# Новотроїцька (Ульяновська область)
Новотроїцька (рос. Новотроицкая) — селище в Майнському районі Ульяновської області Російської Федерації.
Населення становить 2 особи. Входить до складу муніципального утворення Анненковське сільське поселення.

## Історія
Від 2004 року входить до складу муніципального утворення Анненковське сільське поселення.

## Населення
| 2010 |
| ---- |
| 2    |